# 양산인공지능고등학교
양산인공지능고등학교(梁山人工智能高等學校)는 경상남도 양산시에 있는 공립 특성화 고등학교이다.

## 학교 연혁
- 2025년 3월 1일 : 개교

## 설치 학과
- AI융합팩토리과
- AI자동제어시스템과
- AI콘텐츠과
- 바이오식품과